# Matsushige
Matsushige (jap. 松茂町 Matsushige-chō) – miasto w Japonii, na wyspie Sikoku, w prefekturze Tokushima. Według danych na rok 2020 miejscowość zamieszkiwało 14 583 mieszkańców , a gęstość zaludnienia wyniosła 1024,1 os./km².